# Seleção São-Marinense de Voleibol Feminino
A seleção são-marinense de voleibol feminino é uma equipe europeia composta pelas melhores jogadoras de voleibol de São Marinho. A equipe não consta no ranking mundial da FIVB segundo dados de 6 de outubro de 2015.